# Mecze reprezentacji Hiszpanii w piłce siatkowej mężczyzn prowadzonej przez Julio Velasco

## Oficjalne mecze międzynarodowe
| Nr   | Przeciwnik      | Miejsce                     | Data           | Wynik (Hiszpania-przeciwnik)            | Impreza                               | Raport |
| 2009 | 2009            | 2009                        | 2009           | 2009                                    | 2009                                  | 2009   |
| ---- | --------------- | --------------------------- | -------------- | --------------------------------------- | ------------------------------------- | ------ |
| 1    | Wielka Brytania | Valladolid                  | 5 czerwca      | 3:0 (25:23, 25:23, 25:16)               | Liga Europejska 2009                  |        |
| 2    | Wielka Brytania | Valladolid                  | 6 czerwca      | 3:1 (25:12, 25:21, 23:25, 25:20)        | Liga Europejska 2009                  |        |
| 3    | Turcja          | Murcja                      | 12 czerwca     | 3:1 (25:20, 23:25, 25:17, 25:18)        | Liga Europejska 2009                  |        |
| 4    | Turcja          | Murcja                      | 13 czerwca     | 3:1 (25:15, 22:25, 25:20, 25:19)        | Liga Europejska 2009                  |        |
| 5    | Chorwacja       | Osijek (Chorwacja)          | 20 czerwca     | 3:0 (25:22, 26:24, 25:14)               | Liga Europejska 2009                  |        |
| 6    | Chorwacja       | Osijek (Chorwacja)          | 21 czerwca     | 3:0 (25:18, 25:13, 25:22)               | Liga Europejska 2009                  |        |
| 7    | Chorwacja       | Madryt                      | 26 czerwca     | 3:1 (21:25, 25:17, 25:14, 25:17)        | Liga Europejska 2009                  |        |
| 8    | Chorwacja       | Madryt                      | 27 czerwca     | 3:1 (24:26, 25:19, 25:16, 25:22)        | Liga Europejska 2009                  |        |
| 9    | Turcja          | Isparta (Turcja)            | 4 lipca        | 3:2 (22:25, 25:20, 20:25, 27:25, 15:11) | Liga Europejska 2009                  |        |
| 10   | Turcja          | Isparta (Turcja)            | 5 lipca        | 3:2 (23:25, 25:20, 25:23, 18:25, 15:13) | Liga Europejska 2009                  |        |
| 11   | Wielka Brytania | Sheffield (Wielka Brytania) | 11 lipca       | 3:0 (25:20, 25:20, 25:22)               | Liga Europejska 2009                  |        |
| 12   | Wielka Brytania | Sheffield (Wielka Brytania) | 12 lipca       | 3:0 (25:18, 25:16, 25:15)               | Liga Europejska 2009                  |        |
| 13   | Słowacja        | Portimão (Portugalia)       | 18 lipca       | 3:1 (12:25, 27:25, 30:28, 25:19)        | Liga Europejska 2009/Półfinał         |        |
| 14   | Niemcy          | Portimão (Portugalia)       | 19 lipca       | 2:3 (20:25, 25:21, 20:25, 25:17, 7:15)  | Liga Europejska 2009/Finał            |        |
| 15   | Estonia         | Kragujevac (Serbia)         | 14 sierpnia    | 3:1 (22:25, 25:21, 25:17, 25:14)        | eliminacje do Mistrzostwa Świata 2010 |        |
| 16   | Rumunia         | Kragujevac (Serbia)         | 15 sierpnia    | 3:2 (25:17, 23:25, 21:25, 27:25, 15:13) | eliminacje do Mistrzostwa Świata 2010 |        |
| 17   | Serbia          | Kragujevac (Serbia)         | 16 sierpnia    | 1:3 (25:22, 18:25, 19:25, 20:25)        | eliminacje do Mistrzostwa Świata 2010 |        |
| 18   | Słowenia        | Izmir (Turcja)              | 3 września     | 3:0 (25:20, 25:19, 25:20)               | Mistrzostwa Europy 2009               |        |
| 19   | Grecja          | Izmir (Turcja)              | 4 września     | 0:3 (23:25, 20:25, 21:25)               | Mistrzostwa Europy 2009               |        |
| 20   | Słowacja        | Izmir (Turcja)              | 6 września     | 3:2 (25:18, 21:25, 25:18, 19:25, 15:11) | Mistrzostwa Europy 2009               |        |
| 21   | Polska          | Izmir (Turcja)              | 8 września     | 2:3 (25:18, 20:25, 18:25, 25:23, 15:17) | Mistrzostwa Europy 2009               |        |
| 22   | Niemcy          | Izmir (Turcja)              | 9 września     | 1:3 (25:19, 25:27, 23:25, 20:25)        | Mistrzostwa Europy 2009               |        |
| 23   | Francja         | Izmir (Turcja)              | 10 września    | 1:3 (21:25, 15:25, 27:25, 17:25)        | Mistrzostwa Europy 2009               |        |
| 2010 |                 |                             |                |                                         |                                       |        |
| 24   | Izrael          | Maribor (Słowenia)          | 21 maja        | 3:0 (25:22, 25:20, 26:24)               | eliminacje do Mistrzostw Europy 2011  |        |
| 25   | Węgry           | Maribor (Słowenia)          | 22 maja        | 3:1 (21:25, 25:22, 25:18, 25:21)        | eliminacje do Mistrzostw Europy 2011  |        |
| 26   | Słowenia        | Maribor (Słowenia)          | 23 maja        | 1:3 (17:25, 28:26, 15:25, 15:25)        | eliminacje do Mistrzostw Europy 2011  |        |
| 27   | Izrael          | Tel Awiw-Jafa (Izrael)      | 28 maja        | 3:1 (25:22, 15:25, 25:23, 25:14)        | eliminacje do Mistrzostw Europy 2011  |        |
| 28   | Słowenia        | Tel Awiw-Jafa (Izrael)      | 29 maja        | 1:3 (25:22, 15:25, 25:23, 25:14)        | eliminacje do Mistrzostw Europy 2011  |        |
| 29   | Węgry           | Tel Awiw-Jafa (Izrael)      | 30 maja        | 3:1 (25:18, 18:25, 25:19, 25:17)        | eliminacje do Mistrzostw Europy 2011  |        |
| 30   | Rumunia         | Valladolid                  | 4 czerwca      | 1:3 (18:25, 25:21, 21:25, 27:29)        | Liga Europejska 2010                  |        |
| 31   | Rumunia         | Valladolid                  | 5 czerwca      | 2:3 (22:25, 23:25, 25:18, 26:24, 10:15) | Liga Europejska 2010                  |        |
| 32   | Wielka Brytania | Salamanka                   | 11 czerwca     | 3:1 (25:15, 18:25, 25:23, 28:26)        | Liga Europejska 2010                  |        |
| 33   | Wielka Brytania | Salamanka                   | 12 czerwca     | 0:3 (22:25, 24:26, 22:25)               | Liga Europejska 2010                  |        |
| 34   | Słowacja        | Levice (Słowacja)           | 19 czerwca     | 3:2 (22:25, 25:19, 25:22, 20:25, 15:12) | Liga Europejska 2010                  |        |
| 35   | Słowacja        | Levice (Słowacja)           | 20 czerwca     | 3:0 (26:24, 25:23, 26:24)               | Liga Europejska 2010                  |        |
| 36   | Słowacja        | Madryt                      | 26 czerwca     | 3:1 (25:16, 23:25, 25:22, 25:18)        | Liga Europejska 2010                  |        |
| 37   | Słowacja        | Madryt                      | 27 czerwca     | 3:2 (25:27, 22:25, 25:21, 25:22, 15:9)  | Liga Europejska 2010                  |        |
| 38   | Wielka Brytania | Sheffield (Wielka Brytania) | 3 lipca        | 3:0 (25:23, 25:20, 25:17)               | Liga Europejska 2010                  |        |
| 39   | Wielka Brytania | Sheffield (Wielka Brytania) | 4 lipca        | 3:0 (25:12, 25:17, 25:22)               | Liga Europejska 2010                  |        |
| 40   | Rumunia         | Konstanca (Rumunia)         | 9 lipca        | 3:2 (16:25, 21:25, 25:23, 25:19, 15:12) | Liga Europejska 2010                  |        |
| 41   | Rumunia         | Konstanca (Rumunia)         | 10 lipca       | 3:0 (25:20, 25:15, 25:16)               | Liga Europejska 2010                  |        |
| 42   | Turcja          | Guadalajara                 | 10 lipca       | 3:0 (25:21, 25:20, 25:22)               | Liga Europejska 2010/Półfinał         |        |
| 43   | Portugalia      | Guadalajara                 | 11 lipca       | 1:3 (25:23, 23:25, 18:25, 21:25)        | Liga Europejska 2010/Finał            |        |
| 44   | Belgia          | Teruel                      | 4 września     | 1:3 (21:25, 20:25, 25:19, 17:25)        | eliminacje do Mistrzostw Europy 2011  |        |
| 45   | Belgia          | Antwerpia (Belgia)          | 11 września    | 2:3 (18:25, 26:28, 25:19, 25:23, 6:15)  | eliminacje do Mistrzostw Europy 2011  |        |
| 46   | Kuba            | Werona (Włochy)             | 25 września    | 2:3 (25:21, 18:25, 19:25, 25:20, 13:15) | Mistrzostwa Świata 2010               |        |
| 47   | Brazylia        | Werona (Włochy)             | 26 września    | 1:3 (28:30, 25:21, 20:25, 19:25)        | Mistrzostwa Świata 2010               |        |
| 48   | Tunezja         | Werona (Włochy)             | 27 września    | 3:1 (25:23, 25:22, 25:27, 25:23)        | Mistrzostwa Świata 2010               |        |
| 49   | Rosja           | Katania (Włochy)            | 1 października | 3:2 (17:25, 22:25, 25:21, 25:20, 15:13) | Mistrzostwa Świata 2010               |        |
| 50   | Egipt           | Katania (Włochy)            | 2 października | 3:1 (25:20, 28:30, 25:16, 25:19)        | Mistrzostwa Świata 2010               |        |
| 51   | Bułgaria        | Florencja (Włochy)          | 4 października | 1:3 (21:25, 25:27, 28:26, 18:25)        | Mistrzostwa Świata 2010               |        |
| 52   | Kuba            | Florencja (Włochy)          | 5 października | 1:3 (22:25, 25:15, 22:25, 22:25)        | Mistrzostwa Świata 2010               |        |
| 53   | Argentyna       | Florencja (Włochy)          | 8 października | 1:3 (25:23, 19:25, 19:25, 24:26)        | Mistrzostwa Świata 2010               |        |
| 54   | Francja         | Florencja (Włochy)          | 9 października | 1:3 (17:25, 23:25, 25:16, 21:25)        | Mistrzostwa Świata 2010               |        |

## Mecze i turnieje towarzyskie
| Nr   | Przeciwnik | Miejsce                 | Data         | Wynik (Hiszpania-przeciwnik)            | Impreza                               | Raport |
| 2009 | 2009       | 2009                    | 2009         | 2009                                    | 2009                                  | 2009   |
| ---- | ---------- | ----------------------- | ------------ | --------------------------------------- | ------------------------------------- | ------ |
| 1    | Brazylia   | Dunkierka (Francja)     | 29 maja      | 0:3 (25:27, 20:25, 18:25)               | Tournoi de France 2009                |        |
| 2    | Francja B  | Dunkierka (Francja)     | 30 maja      | 1:3 (24:26, 20:25, 25:20, 21:25)        | Tournoi de France 2009                |        |
| 3    | Francja    | Dunkierka (Francja)     | 31 maja 2009 | 0:3 (18:25, 18:25, 16:25)               | Tournoi de France 2009                |        |
| 4    | Niemcy     | Nordhausen (Niemcy)     | 1 sierpnia   | 0:3 (15:25, 18:25, 16:25)               | mecze towarzyskie                     |        |
| 5    | Niemcy     | Bad Dürrenberg (Niemcy) | 2 sierpnia   | 3:1 (25:21, 25:22, 14:25, 25:16)        | mecze towarzyskie                     |        |
| 6    | Słowacja   | Sant Cugat del Vallès   | 7 sierpnia   | 3:0 (25:21, 25:17, 25:23)               | mecze towarzyskie                     |        |
| 7    | Słowacja   | Sant Cugat del Vallès   | 8 sierpnia   | 3:2 (24:26, 19:25, 25:22, 25:22, 15:10) | mecze towarzyskie                     |        |
| 8    | Polska     | Łódź (Polska)           | 20 sierpnia  | 1:3 (25:23, 22:25, 21:25, 23:25)        | Memoriał Huberta Jerzego Wagnera 2009 |        |
| 9    | Chiny      | Łódź (Polska)           | 22 sierpnia  | 1:3 (26:24, 18:25, 21:25, 22:25)        | Memoriał Huberta Jerzego Wagnera 2009 |        |
| 10   | Polska B   | Łódź (Polska)           | 23 sierpnia  | 0:3 (20:25, 25:27, 21:25)               | Memoriał Huberta Jerzego Wagnera 2009 |        |
| 2010 |            |                         |              |                                         |                                       |        |
| 11   | Portugalia | Benidorm                | 7 maja       | 3:2 (25:17, 25:16, 25:27, 18:25, 15:9)  | mecze towarzyskie                     |        |
| 12   | Portugalia | Altea                   | 8 maja       | 3:1 (25:21, 20:25, 25:20, 25:22)        | mecze towarzyskie                     |        |
| 13   | Portugalia | Altea                   | 9 maja       | 3:1 (25:23, 25:22, 19:25, 25:17)        | mecze towarzyskie                     |        |
| 14   | Niemcy     | Heidelberg (Niemcy)     | 16 maja      | 1:3 (25:21, 17:25, 13:25, 21:25)        | mecze towarzyskie                     |        |
| 15   | Niemcy     | Heidelberg (Niemcy)     | 17 maja      | 1:3 (25:23, 21:25, 23:25, 16:25)        | mecze towarzyskie                     |        |
| 16   | Bułgaria   | Dunkierka (Francja)     | 17 września  | 0:3 (23:25, 21:25, 21:25)               | Tournoi de France 2010                |        |
| 17   | Francja    | Calais (Francja)        | 18 września  | 3:2 (25:19, 20:25, 32:30, 19:25, 15:10) | Tournoi de France 2010                |        |
| 18   | Argentyna  | Dunkierka (Francja)     | 19 września  | 0:3 (21:25, 17:25, 22:25)               | Tournoi de France 2010                |        |